# DFA Records
La DFA Records è un'etichetta discografica indipendente statunitense fondata nel settembre 2001 dal cofondatore della Mo' Wax Tim Goldsworthy, dal musicista elettronico James Murphy e dal manager Jonathan Galkin.
I generi musicali in cui la label è specializzata sono la musica elettronica, il dance-punk e la disco.

## Artisti
Artisti che pubblicano o che hanno pubblicato per l'etichetta:
- Arcade Fire
- Altair Nouveau
- Benoit & Sergio
- Black Dice
- Black Leotard Front
- Black Meteoric Star
- Black Van
- Booji Boy High
- Canyons
- Capracara
- The Crystal Ark
- Dan Bodan
- Delia Gonzalez & Gavin Russom
- Discodeine
- DJ Kaos
- Factory Floor
- Fall On Your Sword
- Free Energy
- Gavin Russom
- Gunnar Bjerk
- Hercules and Love Affair
- Holy Ghost!
- Hot Chip
- Invisible Conga People
- James Curd
- Jee Day
- Joe Goddard
- J.O.Y.
- The Juan Maclean
- Larry Gus
- LCD Soundsystem
- Liquid Liquid
- Max Brannslokker
- Michoacan
- Mock & Toof
- Mogg & Naudascher
- NDF
- Panthers
- Peter Gordon and the Love of Life Orchestra
- Pixeltan
- Planningtorock
- Plastique De Rêve
- Prinzhorn Dance School
- Pylon
- Q&A
- The Rapture
- Ray Mang
- Rewards
- Runaway
- Shit Robot
- Shocking Pinks
- Sinkane
- Skatebård
- Still Going
- Surahn
- Syclops
- Tiago
- TBD
- The 2 Bears
- Yacht
- Walter Jones
- We Acediasts
- Woolfy
- Yura Yura Teikoku